# Ambasciata d'Italia ad Abidjan
L'ambasciata d'Italia ad Abidjan è la missione diplomatica della Repubblica Italiana nella Costa d'Avorio. Essa cura i rapporti anche con Liberia e Sierra Leone.
La sede è nel quartiere residenziale di Cocody, nella zona nord di Abidjan, in rue de la Canebiere.

## Altre sedi diplomatiche dipendenti
L'Italia possiede anche un consolato onorario a Freetown, in Sierra Leone, competente per l'intero territorio dello Stato.
La Cancelleria consolare dell'ambasciata ad Abidjan, inoltre, svolge le funzioni consolari anche per Niger e Burkina Faso tramite un consolato onorario in ognuna delle due rispettive capitali, in attesa che vengano attivate le sezioni consolari delle ambasciate italiane a Niamey e a Ouagadougou, istituite solo nel 2017 e nel 2018.